# Rå
Rå, v plurálu rår, či rådande, je ve švédském folklóru bytost střežící určité místo. Označení vychází ze slovesa råda, „vládnout“. Rå pozemku na kterém se začalo stavět byl údajně obětován člověk či prasnice, kromě toho rå disponují mocí na zvířaty a mohou střežit poklady. Někdy se zjevují v podobě krásné ženy s liščím ocasem a dutým hřbetem – tento poslední motiv se objevuje v německých zaklínadlech proti elfům.
Rår se dělí se na několik druhů podle místa s kterým jsou spojeni:
- sjörå, „jezerní rå“ ve vodě
- skogsrå „lesní rå“
- husrå, „domácí rå“, gardsrå „rå statku“ a stallrå, „rå stájí“
- kirkrå, „kostelní rå“, často první člověk který v něm byl pohřben
- gruvrå, „rå dolu“ nebo bergrå, „horský rå“[2]
- skeppsrå, „ rå lodi“, rå které obývá a střeží loď[3]

Ve Švédsku je také znám vodní duch näck. V norském folklóru patří mezi obdobné bytosti domácí skřítek nisse, strážce statku gardvord nebo lesní víla hulder, vlastního nisseho mohou mít stejně jako ve Švédsku i lodi, obdobným ochráncem lodi mimo Skandinávii je pak německý Klabautermann.